# Ngụy Vũ hầu
Ngụy Vũ hầu (chữ Hán: 魏武侯; trị vì: 395 TCN - 370 TCN), là vị vua thứ hai của nước Ngụy - chư hầu nhà Chu trong lịch sử Trung Quốc.
Ông tên thật là Ngụy Kích (魏擊) hay Cơ Kích, là con trai của Ngụy Văn hầu, vị vua khai quốc của nước Ngụy. Sau khi Văn hầu lên ngôi, trọng dụng Điền Tử Phương nên cho Ngụy Kích theo học cùng Tử Phương.

## Niên đại
Sử sách đề cập không thống nhất về niên đại của Ngụy Vũ hầu. Theo Sử ký Tư Mã Thiên, năm đầu khi ông lên ngôi vua Ngụy là năm 386 TCN, trong khi các sử gia hiện đại xác định là năm 396 TCN.
Sử ký xác định ông làm vua chỉ 16 năm, từ 386 TCN – 371 TCN, các sử gia hiện đại xác định ông làm vua 26 năm, từ 396 TCN – 371 TCN, tức là 10 năm cuối của vua cha Văn hầu được tính cho ông. Như vậy, những sự kiện chiến tranh với các nước Trịnh, Tần và Tề của nước Ngụy từ năm 393 TCN – 387 TCN được tính sang thời Ngụy Vũ hầu.

## Trấn thủ Trung Sơn
Năm 410 TCN, Văn hầu sai Nhạc Dương đi đánh nước Trung Sơn, con Nhạc Dương là Nhạc Thư làm tướng ở Trung Sơn, vua Trung Sơn bèn giết Nhạc Thư rồi đưa thịt tặng Nhạc Dương. Nhạc Dương ăn thịt con xong thì đem quân diệt Trung Sơn. Ngụy Văn hầu phong Nhạc Dương đất Linh Thọ, nhưng cũng cho Nhạc Dương là người tàn ác nhẫn tâm, nên không dùng nữa, sai Ngụy Kích ra trấn thủ Trung Sơn.
Năm 396 TCN, Ngụy Văn hầu lâm trọng bệnh, cho gọi Ngụy Kích cùng Ngô Khởi và Tây Môn Báo. Văn hầu phó thác Ngụy Kích cho hai tướng, không lâu sau thì chết. Ngụy Kích lên ngôi, tức Ngụy Vũ hầu.

## Đối nội
Một hôm Vũ hầu bơi thuyền xuôi theo dòng sông Tây Hà, nói với Ngô Khởi rằng: Núi sông hiểm trở quả là của quý của nước Ngụy. Ngô Khởi thưa:
Giữ nước cốt ở đức chứ không ở chỗ đất đai hiểm yếu. Ngày xưa, Tam Miêu bên trái là hồ Động Đình, bên phải là hồ Bành Lãi, nhưng vì không trau giồi đức nghĩa, nên bị vua Vũ diệt. Đô thành vua Kiệt nhà Hạ, bên trái là Hoàng Hà, bên phải là Thái Sơn, Hoa Sơn, núi Y Khuyết ở phía nam, núi Dương Trường ở phía bắc nhưng vì chính sự bất nhân, nên bị vua Thang diệt. Nước của vua Trụ nhà Ân, bên trái là núi Mạnh Môn, bên phải là Thái Hành Sơn, Trường Sơn ở phía bắc, sông Đại Hà chạy dọc phía nam, nhưng vì chính sự không có đức cho nên bị Vũ Vương diệt. Do đó mà xem, thì giữ nước ở đức chứ không ở chỗ hiểm. Nếu mà vua không lo tu đức, thì người trong thuyền đều là nước địch vậy.
Ngụy Vũ hầu tán đồng, bèn phong Ngô Khởi làm Tây Hà thái thú.
Năm 395 TCN, Ngụy Vũ hầu phong Điền Văn làm tướng quốc.
Năm 387 TCN, Điền Văn chết, Vũ hầu phong cho Công Thúc làm tể tướng. Công Thúc ghét Ngô Khởi bày mưu gièm pha với Vũ Hầu khiến Ngô Khởi sợ bị tội nên phải bỏ đi nước Sở.

## Đối ngoại
Năm 393 TCN, Ngụy đem quân đánh nước Trịnh.
Năm 387 TCN, Tướng quốc nước Tề là Điền Hòa muốn chiếm ngôi quân chủ nước Tề, bèn xin Vũ hầu nói tốt cho mình trước mặt Chu An Vương. Chu An vương theo lời Vũ hầu, phong cho Điền Hòa làm vua Tề, tức là Tề Thái công.
Năm 386 TCN, công tử Triều nước Triệu nổi loạn định cướp ngôi vua. Nguỵ Vũ hầu đem quân giúp Triệu Triều, tiến vào Hàm Đan nhưng bị quân Triệu đánh bại.
Năm 383 TCN, Vũ hầu lại đánh Triệu, và lại thất bại ở Thố Đài.
Năm 380 TCN, Nguỵ liên minh cùng nước Hàn và nước Triệu tấn công nước Tề, chiếm được Tang Khâu, năm 378 TCN lại đánh Tề một lần nữa và chiếm đất Linh Khâu.
Năm 376 TCN, Nguỵ Vũ hầu cùng Hàn Ai hầu và Triệu Kính hầu đánh Tấn, phế Tấn Tĩnh công, tiêu diệt nước Tấn..
Năm 375 TCN, Ngụy và Sở xảy ra chiến tranh, Ngụy đại thắng, chiếm Vu Du Quan của Sở.
Năm 373 TCN, Ngụy đánh Tề, chiếm Bác Lăng, hai năm sau Ngụy đánh thắng quân Sở, chiếm Lỗ Dương.

## Qua đời
Năm 370 TCN, Vũ hầu qua đời, ông ở ngôi 27 năm, hai con của ông là Ngụy Oanh (tức Ngụy Huệ vương) và Ngụy Hoãn tranh giành ngôi vua, nước Ngụy sinh loạn và suy yếu.